# Lenguas atlántico-congoleñas
 Las lenguas Atlántico-Congo o atlántico-congoleñas son una división importante que constituye el núcleo de la familia de lenguas Níger-Congo de África. Una de las características típicas de esta familia es su sistema de clases nominales. Este subgrupo incluye el mayor grupo filogenético cuya protolengua ha sido razonablemente bien reconstruida.
Esta rama comprende todas las lenguas Níger-Congo exceptuando las lenguas mandé, dogón, ijoides y las lenguas katla y rashad (previamente clasificadas como lenguas cordofanas). Algunos autores han expresado, sus dudas sobre que exista realmente una relación filogenética probada de estas últimas ramas con el grupo Atlántico-Congo, aunque muchos autores si consideran probable el parentesco filognético.
Dentro de esta familia se encuentran las lenguas atlánticas occidentales, las lenguas Volta-Congo, mel y los idiomas aislados sua, gola y limba. También se incluyen las lenguas senufo y kru. 
Además, Güldemann (2018) enlista al idioma nalu y las lenguas Río Núñez como lenguas no clasificadas dentro de la familia de lenguas Níger-Congo.
Hay algunos idiomas mal atestiguados, como el bayot y el bung, que podrían ser ramas adicionales. 